# Episodi di Carletto il principe dei mostri
Questa è la lista degli episodi della serie televisiva anime Carletto il principe dei mostri. Essa è composta da 94 episodi da 20 minuti contenenti ciascuno due segmenti da 10 minuti, per un totale di 188 segmenti, trasmessi in Giappone dal 2 settembre 1980 al 28 settembre 1982. A questi si aggiungono 11 segmenti speciali, trasmessi in quattro occasioni: i primi tre il 31 marzo 1981, un quarto il 1º agosto 1981, i successivi tre in spazi quotidiani fra il 1° ed il 3 gennaio 1982, gli ultimi quattro in un doppio episodio speciale il 20 giugno 1982.
La prima edizione italiana è stata trasmessa nel 1983 su Italia 1 e poi su reti locali, comprendente i primi 52 episodi giapponesi per 104 segmenti, speciali esclusi, con alcuni errori d'ordine (risultano invertiti fra loro gli episodi 33 e 34, così come 38 e 39). Nel 2009 la Yamato Video ha realizzato la seconda edizione italiana, edita in DVD e replicata in TV, comprendente 44 episodi per 88 segmenti; gran parte di essi provengono dall'edizione storica, tuttavia vi sono diverse omissioni (visto che alcune puntate non sono state riconcesse in licenza dai produttori giapponesi), ed alcuni episodi sono ottenuti montando segmenti sparsi presi da più episodi originali, per i propri 44 episodi trasmessi e pubblicati in DVD. Fra di essi si trovano tre segmenti inediti. Dal 1º gennaio 2019 sono stati trasmessi i restanti episodi inediti della serie doppiati, tranne l'episodio 60 e la seconda parte dell'episodio 81 che rimangono del tutto inediti. Il totale della serie in Italia è di 185 dei 188 episodi trasmessi. I primi 44 episodi sono stati raccolti in un unico nuovo cofanetto uscito il 19 marzo 2020, come prima parte. Il 20 ottobre 2021 verranno proposti il resto degli episodi andati in onda nel 2019 nel secondo cofanetto. Il totale degli episodi ritrasmessi in TV e pubblicati in DVD della Yamato Video con due parti sono 84 episodi per 168 segmenti.
Dalla serie è stato tratto un film d'animazione intitolato La spada del demone.

## Lista episodi
Gli episodi sono ordinati secondo la messa in onda giapponese.
| Nº  | Titolo italiano Giapponese 「Kanji」 - Rōmaji | In onda                                      | In onda           |
| Nº  | Titolo italiano Giapponese 「Kanji」 - Rōmaji | Giapponese                                   | Italiano          |
| 1   | Diventiamo amici 「怪物くん登場」 - kaibutsu kun tōjōCarletto cambia casa 「怪物くん対押し売りくん」 - kaibutsu kun tsui oshi uri kun | 2 settembre 1980                             | 12 giugno 1983    |
| 2   | Un rapimento pericoloso 「怪物くんゆうかいされる」 - kaibutsu kunyūkaisareruLa ricerca in mostrologia 「宿題はセミラでいこう」 - shukudai ha semira deikō                                                                                 | 9 settembre 1980                             | 1983              |
| 3   | Una questione di stile 「おしゃれ怪物－モンスター－」 - oshare kaibutsu - monsuta -Un gatto in cerca di orecchie 「ペット怪物ゴロニャーン」 - petto kaibutsu goronyan                                                                     | 23 settembre 1980                            | 1983              |
| 4   | La musica mostruosa 「怪物大音楽家プカドン先生」 - kaibutsu dai ongakuka pukadon senseiUna famiglia unita 「いそうろう怪物ガメルくん」 - isōrō kaibutsu gameru kun                                                                        | 7 ottobre 1980                               | 1983              |
| 5   | Un ventaglio di vento 「おいらは風のマタクル三」 - oiraha kaze no matakuru sanIl mostro dormiglione 「怪物フニャラがおこった」 - kaibutsu funyara gaokotta                                                                                | 14 ottobre 1980                              | 1983              |
| 6   | La piovra volante 「空飛ぶタコくん」 - kūhi bu tako kunI tre angioletti 「怪物くんとガブロとゴリラキング」 - kaibutsu kunto gaburo to gorirakingu                                                                                         | 28 ottobre 1980                              | 1983              |
| 7   | Il mantello del conte 「ドラキュラマントがないざます」 - dorakyuramanto ganaizamasuAttenti all'acqua 「雨がふるふる怪物雨が!!」 - ame gafurufuru kaibutsu ame ga!!                                                                        | 4 novembre 1980                              | 1983              |
| 8   | Il museo delle cere 「蝋人形の館」 - rōningyō no kanUna sardina di tre quintali 「お化けヒラメをつったざます」 - o bake hirame wotsuttazamasu                                                                                             | 18 novembre 1980                             | 1983              |
| 9   | I mostri vanno a lavorare 「怪物アルバイトはいろいろあらあな」 - kaibutsu arubaito hairoiroaraanaUn lago affollato 「根須湖の大怪獣」 - ne su mizūmi no daikaijū                                                                          | 25 novembre 1980                             | 1983              |
| 10  | Il cucciolo 「ボクのペットにゃ牙がある」 - boku no petto nya kiba gaaruUna macchina truccata 「怪物グランプリ」 - kaibutsu guranpuri | 2 dicembre 1980                              | 1983              |
| 11  | I mostri hanno cuore 「岩石怪物ドタマカチン」 - ganseki kaibutsu dotamakachinIl lupacchiotto triste 「動物人間がいっぱい」 - dōbutsu ningen gaippai                                                                                       | 9 dicembre 1980                              | 1983              |
| 12  | Il dottor No e il dottor Yes 「人間になりたい怪物よっといで」 - ningen ninaritai kaibutsu yottoideLo zio Frank 「たまごの中のふしぎな怪物」 - tamagono nakano fushigina kaibutsu                                                          | 16 dicembre 1980                             | 1983              |
| 13  | Un'operazione di plastica 「怪物そっくりショー」 - kaibutsu sokkuri shoIl mostro di neve 「雪こぞうがふってきた」 - yuki kozōgafuttekita                                                                                                  | 23 dicembre 1980                             | 1983              |
| 14  | Un capodanno fuori dal comune 「新年会だオメデタ怪物あつまれ」 - shinnenkai da omedeta kaibutsu atsumareL'allievo supera il maestro 「怪物亭ナンジャモンジャ」 - kaibutsu tei nanjamonja                                                  | 6 gennaio 1981                               | 1983              |
| 15  | Un cavallo un genio e un tappeto 「空飛ぶ木馬と魔法のじゅうたん」 - kūhi bu mokuba to mahō nojūtanI tre desideri 「アラビア大魔法団」 - arabia dai mahō dan                                                                               | 13 gennaio 1981                              | 1983              |
| 16  | Una mente mostruosa 「秀才怪物アタマデン」 - shūsai kaibutsu atamadenTutti i gusti sono gusti 「ザ・モンスターズでいこう」 - za. monsutazu deikō                                                                                          | 20 gennaio 1981                              | 1983              |
| 17  | Joe di giugno 「ハッスルしようぜモンスターズ」 - hassuru shiyōze monsutazuLa potenza della cattiveria 「悪念怪物アクネーン」 - aku nen kaibutsu akunen                                                                                    | 27 gennaio 1981                              | 1983              |
| 18  | Il cacciatore di teste 「アマゾンの干し首男」 - amazon no hoshi kubi otokoIl cactus venuto da lontano 「サボテン怪物のドケはいたいぞ」 - saboten kaibutsu no doke haitaizo                                                                | 3 febbraio 1981                              | 1983              |
| 19  | Attenti al cane 「ムク犬にはちかよるな」 - muku inu nihachikayorunaL'importanza di chiamarsi Hiroshi 「蛇男もびっくり」 - hebi otoko mobikkuri                                                                                            | 10 febbraio 1981                             | 1983              |
| 20  | L'uomo invisibile 「声はすれども姿はみえないよ」 - koe hasuredomo sugata hamienaiyoIl genio della sabbia 「砂魔人」 - suna majin | 17 febbraio 1981                             | 1983              |
| 21  | La mummia 「怪物くんミイラ男の正体をばらす」 - kaibutsu kun miira otoko no shōtai wobarasuSbadiglio 「ネムールきたぞ」 - nemuru kitazo | 24 febbraio 1981                             | 1983              |
| 22  | Il signor ombra 「ミスターシャドウ」 - misutashadōMosca 「怪人ハエ男」 - kaijin hae otoko | 3 marzo 1981                                 | 1983              |
| 23  | Cose da dinosauri 「ほんとに恐竜はいるのかい」 - hontoni kyōryū hairunokaiIl giorno degli alberi 「木人がウキキといった」 - ki nin ga ukiki toitta                                                                                        | 10 marzo 1981                                | 1983              |
| 24  | A scuola di magia 「魔法塾へどうぞ」 - mahō juku hedōzoUn piano diabolico 「にせもの怪物がいっぱい」 - nisemono kaibutsu gaippai | 17 marzo 1981                                | 1983              |
| 25  | Il ritratto 「絵のなかの怪物」 - e nonakano kaibutsuAvventure nel sottosuolo 「地底よいとこ一度はおいで」 - chitei yoitoko ichido haoide                                                                                                  | 24 marzo 1981                                | 1983              |
| SP1 | Un trio mostruoso 「怪物むすこ三人組」 - kaibutsu musukosan ningumiIn vacanza con Sis 「怪物は学校に入学せよ」 - kaibutsu wa gakkō ni nyūgaku seyo「コワイ山の大冒険」 - kowai yama no dai bōken                                          | 31 marzo 1981                                | 2009              |
| 26  | La ragazza di Carletto 「やってきた怪子ちゃん」 - yattekita kai ko chanIl mal d'Africa 「アフリカ珍道中」 - afurika chindōchū | 7 aprile 1981                                | 1983              |
| 27  | La casa delle bambole 「人形の家」 - ningyō no ieIl grande cuoco 「料理名人きたる」 - ryōrimeijin kitaru | 14 aprile 1981                               | 1983              |
| 28  | Il principe delle mummie 「ミイラは王子だ」 - miira ha ōji daIl disco volante 「ベラボー怪星人」 - berabo kai seijin | 28 aprile 1981                               | 1983              |
| 29  | Sfida ai mostri 「電光ゴルゲンぎり!!」 - denkō gorugen giri!!Il gatto rapito 「ドードー教への招待」 - dodo kyō heno shōtai | 5 maggio 1981                                | 1983              |
| 30  | Le bolle magiche 「シャボン玉の中のすてきな世界」 - shabon tama no nakano sutekina sekaiManiwa e il demonio 「ハニワくんと大怪神」 - haniwa kunto dai kai kami                                                                            | 12 maggio 1981                               | 1983              |
| 31  | Il conte contro l'uomo zanzara 「蚊男と血のすいっこしよう」 - ka otoko to chi nosuikkoshiyōIl mostro d'energia 「エネルギー怪獣ウラニドン」 - enerugi kaijū uranidon                                                                      | 19 maggio 1981                               | 1983              |
| 32  | L'esercito dei mostri 「怪物部隊は無敵だぜ」 - kaibutsu butai ha muteki dazeL'uomo conchiglia 「貝男ホーラ、ホラをふく」 - kai otoko hora, hora wofuku                                                                                    | 26 maggio 1981                               | 1983              |
| 33  | Polaris 「アイスマンはつめたいのがお好き」 - aisuman hatsumetainogao sukiOlimpiadi 「モンスターの大運動会」 - monsuta no daiun dō kai | 2 giugno 1981                                | 1983              |
| 34  | Famedoro 「黄金怪物ゴールド・フンガー」 - ōgon kaibutsu gorudo・fungaFamedoro va in città 「ゴールド・フンガー都へ行く」 - gorudo. funga miyako he iku                                                                                    | 9 giugno 1981                                | 1983              |
| 35  | Il cappello di satana 「おれはボカン！なぐり魔だい」 - oreha bokan! naguri ma daiAvventura in fondo al mare 「大海底大探検」 - taikai soko dai tanken                                                                                     | 23 giugno 1981                               | 1983              |
| 36  | Il vecchio e il fumo 「モクモク怪物とドラキュラじいさん」 - mokumoku kaibutsu to dorakyura jiisanLa riunione dei mostri 「怪物同窓会は大さわぎ」 - kaibutsu dōsōkai ha taisa wagi                                                         | 30 giugno 1981                               | 1983              |
| 37  | Muffa 「カビラがきたぞ」 - kabira gakitazoUno strano castello 「怪物城へ涼みに行こう」 - kaibutsu shiro he suzumi ni iko u | 7 luglio 1981                                | 1983              |
| 38  | Il cacciatore 「怪物ハンターをハントせよ」 - kaibutsu hanta wo hanto seyoI mostri nella prateria 「みよ！怪物ウエスタン」 - miyo! kaibutsu uesutan                                                                                        | 14 luglio 1981                               | 1983              |
| 39  | Fratelli siamesi 「合体怪物キョウダイゴン」 - gattai kaibutsu kyōdaigonLa rosa carnivora 「バラが食ったよ」 - bara ga kutsutta yo | 21 luglio 1981                               | 1983              |
| 40  | I ragazzi piranha 「ピラニアボーイはこわいぞ」 - piraniaboi hakowaizoIl paladino degli uccelli 「鳥の味方だ！コンドル魔人」 - tori no mikata da! kondoru majin                                                                            | 28 luglio 1981                               | 1983              |
| SP2 | Mio fratello l'invincibile 「ヒロシくん妹を救う」 - hiroshi-kun imōto o sukuu | 1º agosto 1981                               | 2009              |
| 41  | Una gita al mare 「アマゾンの半魚人」 - amazon no hangyojinL'invasione dei fagioloni 「怪物くんと豆の木」 - kaibutsu kunto mame no ki | 4 agosto 1981                                | 1983              |
| 42  | Il portasfortuna 「やく病神がやってきた」 - yaku byō kami gayattekitaRe pinguino alla ricerca del freddo 「キングヘンジンがやってきた」 - kinguhenjin gayattekita                                                                         | 18 agosto 1981                               | 1983              |
| 43  | Un'occasione da non perdere 「家つき怪物マイホー・ムー」 - ie tsuki kaibutsu maiho・muBarney il pisellino 「巨人対豆人間」 - kyojin tsui mame ningen                                                                                      | 25 agosto 1981                               | 1983              |
| 44  | Carletto capellone 「むしり魔をむしれ!!」 - mushiri ma womushire!!Sul set 「大スターだよ！大怪物ノンビラスは!」 - dai suta dayo! dai kaibutsu nonbirasu ha!                                                                               | 8 settembre 1981                             | 1983              |
| 45  | Mostri in cerca d'autore 「怪物芝居コンクール（前編）」 - kaibutsu shibai konkuru (zenpen)I sette nani samurai 「怪物芝居コンクール（後編）」 - kaibutsu shibai konkuru (kōhen)                                                           | 16 settembre 1981                            | 1983              |
| 46  | Le sculture viventi 「秋の彫刻コンクール」 - aki no chōkoku konkuruL'avventura nella foresta dei mostri 「怪物庭園の大冒険」 - kaibutsu teien no daibōken                                                                                 | 22 settembre 1981                            | 1983              |
| 47  | Attenti alle donne 「女の子には注意しろ」 - onnanoko niha chūi shiroIl bimbo in maschera 「おれはかなしいヒヒ男」 - orehakanashii hihi otoko                                                                                              | 6 ottobre 1981                               | 1983              |
| 48  | Sogno o son desto 「パックといっしょに夢の旅」 - pakku toisshoni yume no tabiUno scheletro di successo 「お骨ダンスでコーツコツ」 - o hone dansu de kotsukotsu                                                                            | 20 ottobre 1981                              | 1983              |
| 49  | Il fantastico dottor Quack 「ミイラ男は骨つぎ名人」 - miira otoko ha hone tsugi meijinUna gita alle terme 「怪物温泉一度はおいで」 - kaibutsu onsen ichido haoide                                                                         | 27 ottobre 1981                              | 1983              |
| 50  | Le talpe 「モーグリ要塞を、撃滅せよ」 - moguri yōsai wo, gekimetsu seyoLo specchio magico 「怪物カガミで美しく」 - kaibutsu kagami de utsukushi ku                                                                                        | 3 novembre 1981                              | 1983              |
| 51  | L'uomo delle nevi 「ヒマラヤの雪オヤジ」 - himaraya no yuki oyajiUn fulmino birichino 「おれのきらいな電獣エレキドン」 - orenokiraina den kemono erekidon                                                                                 | 10 novembre 1981                             | 1983              |
| 52  | Joker 「めいわく怪物イタズラー」 - meiwaku kaibutsu itazuraDi nuovo in famiglia 「フンガーフンガー父よ！弟よ！」 - fungafunga chichi yo! otōto yo!                                                                                        | 17 novembre 1981                             | 1983              |
| 53  | Lo stupefacente mostro-manga 「まんが怪物コミックドン」 - manga kaibutsu komikkudonTarantula 「メキシコからきたタランチュラ」 - mekishiko karakita taranchura                                                                             | 24 novembre 1981                             | 1º gennaio 2019   |
| 54  | Il mostro assicuratore 「保険怪物モンストロ」 - hoken kaibutsu monsutoroNorakura, il mostro pigrone 「なまけ怪物ノラクラ」 - namake kaibutsu norakura                                                                                     | 1º dicembre 1981                             | 8 gennaio 2019    |
| 55  | Scarruffo e Scarmiglia 「怪物モジャオのラブレター」 - kaibutsu mojao no raburetaI mostri samurai la fanno franca 「怪物サムライまかりとおる」 - kaibutsu samurai makaritooru                                                              | 8 dicembre 1981                              | 15 gennaio 2019   |
| 56  | Lo scatenato mostro mano 「げんこつ怪物ビッグハンド」 - genkotsu kaibutsu bigguhandoIl mostro chiromante 「怪物うらないピタリとあたるよ」 - kaibutsu uranai pitari toataruyo                                                              | 15 dicembre 1981                             | 22 gennaio 2019   |
| 57  | La cucaracha 「ゴキブリ使いラ・クカラチャ」 - gokiburi tsukai ra. kukarachaChiuso per ferie 「怪物三人組にお休みを」 - kaibutsu sanningumi nio yasumi wo                                                                                  | 22 dicembre 1981                             | 29 gennaio 2019   |
| SP3 | 「正月はつまんないや」 - shōgatsu wa tsuman nai ya「宇宙怪物からの挑戦」 - uchū kaijū kara no chōsen「モンスター・正月ゴルフ大会」 - monsutā・shōgatsu gorufu taikai                                                                      | 1 gennaio 1982 2 gennaio 1982 3 gennaio 1982 | -                 |
| 58  | L'invasione dei mostri spaziali - Prima parte 「宇宙怪物軍の来襲（前編）」 - uchūkaibutsu gun no raishū (zenpen)L'invasione dei mostri spaziali - Seconda parte 「宇宙怪物軍の来襲（後編）」 - uchūkaibutsu gun no raishū (kōhen)         | 5 gennaio 1982                               | 5 febbraio 2019   |
| 59  | Voglio fare la modella 「家出してきた怪子ちゃん」 - iede shitekita kai ko chanUna nuova Kaiko 「怪子になった怪物くん」 - kai ko ninatta kaibutsu kun                                                                                      | 12 gennaio 1982                              | 12 febbraio 2019  |
| 60  | 「太平洋上の一匹モンスター（前編）」 - taiheiyō ueno ippiki monsuta (zenpen)「太平洋上の一匹モンスター（後編）」 - taiheiyō ueno ippiki monsuta (kōhen)                                                                                   | 19 gennaio 1982                              | -                 |
| 61  | L'asso del tennis 「一日だけの名選手」 - tsuitachi dakeno meisenshuUna torta fantastica 「怪子ちゃんのケーキ作り」 - kai ko channo keki tsukuri                                                                                           | 26 gennaio 1982                              | 19 febbraio 2019  |
| 62  | La pianta dei cento anni 「怪物花伝説」 - kaibutsu hana densetsuIl ritorno di Muscolo 「筋肉怪物が泣いた！」 - kinniku kaibutsu ga nai ta!                                                                                                | 2 febbraio 1982                              | 26 febbraio 2019  |
| 63  | Super Battle Royal 「カミキル博士とハイタ氏（前編）」 - kamikiru hakase to haita shi (zenpen)Che mal di denti! 「カミキル博士とハイタ氏（後編）」 - kamikiru hakase to haita shi (kōhen)                                                  | 9 febbraio 1982                              | 5 marzo 2019      |
| 64  | Un cigno da salvare 「怪物プラモで大あばれ」 - kaibutsu puramo de ooa bareIl mostro pilota 「鳥人怪物イカイダー」 - chōjin kaibutsu ikaida                                                                                                | 16 febbraio 1982                             | 12 marzo 2019     |
| 65  | Battaglia sulla neve 「宇宙怪物コスモスノーマン」 - uchūkaibutsu kosumosunomanIl mostro dirigibile 「飛行船怪物プワプワ」 - hikōsen kaibutsu puwapuwa                                                                                     | 23 febbraio 1982                             | 19 marzo 2019     |
| 66  | M.B.I. Operazione mostro - Prima parte 「怪物スパイ戦争（前編）」 - kaibutsu supai sensō (zenpen)M.B.I. Operazione mostro - Seconda parte 「怪物スパイ戦争（後編）」 - kaibutsu supai sensō (kōhen)                                       | 2 marzo 1982                                 | 26 marzo 2019     |
| 67  | La Falsa Mostrilandia - Prima parte 「怪物島の大決戦（前編）」 - kaibutsu shima no dai kessen (zenpen)La Falsa Mostrilandia - Seconda parte 「怪物島の大決戦（後編）」 - kaibutsu shima no dai kessen (kōhen)                             | 9 marzo 1982                                 | 2 aprile 2019     |
| 68  | Forza, bambino mostro! - Prima parte 「がんばれ怪物っ子（前編）」 - ganbare kaibutsu tsu ko (zenpen)Forza, bambino mostro! - Seconda parte 「がんばれ怪物っ子（後編）」 - ganbare kaibutsu tsu ko (kōhen)                                 | 16 marzo 1982                                | 9 aprile 2019     |
| 69  | Il ritorno di Willy Tiravento 「風のマタクル三がまたきたよ」 - kaze no matakuru san gamatakitayoIl generale Malbon 「怪物ルックも軍隊調で」 - kaibutsu rukku mo guntai chō de                                                             | 23 marzo 1982                                | 16 aprile 2019    |
| 70  | Il mostro dei malefici 「呪い怪物ハンニャラ」 - noroi kaibutsu hannyaraLa remora George 「小判鮫のジョージ」 - koban same no joji | 30 marzo 1982                                | 23 aprile 2019    |
| 71  | Il possente Yamagami 「怪物ヤマガーミが出たぞ!?」 - kaibutsu yamagami ga deta zo!?Il compleanno del conte 「ラッパ吹きのガラヤン」 - rappa fuki no garayan                                                                                | 6 aprile 1982                                | 30 aprile 2019    |
| 72  | Il barone Eibenbach 「激突！伯爵対男爵（前編）」 - gekitotsu! hakushaku tsui danshaku (zenpen)Sfida alla Monster League 「激突！伯爵対男爵（後編）」 - gekitotsu! hakushaku tsui danshaku (kōhen)                                         | 13 aprile 1982                               | 7 maggio 2019     |
| 73  | Black Bat l'incapace 「こうもり怪物ブラックバット」 - kōmori kaibutsu burakkubattoIl fantasma Poltergeist 「家つきおばけポルターガイスト」 - ie tsukiobake porutagaisuto                                                                  | 27 aprile 1982                               | 14 maggio 2019    |
| 74  | Il mostro fotografo Kaishan 「怪物カメラマン、カイシャーン」 - kaibutsu kameraman, kaishanUn mostro alla moda 「怪物デザイナー、ミナリッチ」 - kaibutsu dezaina, minaricchi                                                               | 4 maggio 1982                                | 21 maggio 2019    |
| 75  | Il ritorno di Demokin - Prima parte 「やってきたプリンス・デモキン（前編）」 - yattekita purinsu. demokin (zenpen)Il ritorno di Demokin - Seconda parte 「やってきたプリンス・デモキン（後編）」 - yattekita purinsu. demokin (kōhen)     | 11 maggio 1982                               | 28 maggio 2019    |
| 76  | L'onda fantasma 「大波怪物ビッグ・ウェーブ」 - oonami kaibutsu biggu・uebuL'uomo primitivo di Pechino 「北京原人ニイ・ハホー」 - pekin genjin nii・haho                                                                                   | 18 maggio 1982                               | 4 giugno 2019     |
| 77  | Le prime parole di Frank 「フランケンがしゃべった!?」 - furanken gashabetta!?Una sorellina per Carletto 「怪物くんに妹ができた」 - kaibutsu kunni imōto gadekita                                                                          | 25 maggio 1982                               | 11 giugno 2019    |
| 78  | La vendetta di Big Eye - Prima parte 「ビッグアイのコンピュータ作戦（前編）」 - bigguai no konpyuta sakusen (zenpen)La vendetta di Big Eye - Seconda parte 「ビッグアイのコンピュータ作戦（後編）」 - bigguai no konpyuta sakusen (kōhen) | 1º giugno 1982                               | 18 giugno 2019    |
| 79  | Il mostro di ferro 「鉄くずロボット・テッカメン」 - tetsu kuzu robotto・tekkamenIl demone dell'influenza 「怪物カゼラに気をつけろ」 - kaibutsu kazera ni kiwo tsukero                                                                     | 15 giugno 1982                               | 25 giugno 2019    |
| SP4 | 「怪物ランドに妹」 - kaibutsuland ni imōto「妹とモンスター対悪魔」 - imōto to monsutā tai akuma「家出したドラキュラ（前編）」 - iede shita dorakyura (zenpen)「家出したドラキュラ（後編）」 - iede shita dorakyura (kōhen)                | 20 giugno 1982                               | -                 |
| 80  | Il doposcuola demoniaco - Prima parte 「悪魔塾にご用心（前編）」 - akuma juku nigo yōjin (zenpen)Il doposcuola demoniaco - Seconda parte 「悪魔塾にご用心（後編）」 - akuma juku nigo yōjin (kōhen)                                       | 22 giugno 1982                               | 2 luglio 2019     |
| 81  | Hiroshi scappa da casa 「家出したヒロシくん」 - iede shita hiroshi kun「グニャグニャ怪物ネンドラ」 - gunyagunya kaibutsu nendora | 29 giugno 1982                               | 2009              |
| 82  | Al di là della porta 「ドアの向こうの怪物くん」 - doa no mukō no kaibutsu kunCorri, Pegasus! 「走れ！モンスターペガサス」 - hashire! monsutapegasasu                                                                                      | 6 luglio 1982                                | 9 luglio 2019     |
| 83  | Panicman 「悪魔怪物パニックマン」 - akuma kaibutsu panikkumanLa mela dei sogni 「夢みるリンゴはいかが？」 - yume miru ringo haikaga? | 13 luglio 1982                               | 16 luglio 2019    |
| 84  | Il leggendario Sonkoku 「孫小空がやってきた」 - mago shō sora gayattekitaIl mostro timidone 「赤面怪物ハズカシラー」 - sekimen kaibutsu hazukashira                                                                                       | 20 luglio 1982                               | 23 luglio 2019    |
| 85  | Il regalo più bello 「一番すてきなおくりもの」 - ichiban sutekinaokurimonoAlla ricerca dei fiori 「怪物やしきの花そうどう」 - kaibutsu yashikino hana sōdō                                                                                | 27 luglio 1982                               | 30 luglio 2019    |
| 86  | L'orologio a pendolo 「呪いの柱時計」 - noroi no hashiradokeiUn giorno in piscina 「プールは怪物でいっぱい」 - puru ha kaibutsu deippai                                                                                                   | 3 agosto 1982                                | 10 settembre 2019 |
| 87  | Il condominio dei mostri 「怪物マンションをたてよう」 - kaibutsu manshon wotateyōI predatori dell'orto perduto 「やさい畑の謎をとけ!!」 - yasai hatake no nazo wotoke!!                                                                   | 10 agosto 1982                               | 17 settembre 2019 |
| 88  | Il ritorno dei figli dei mostri 「怪物息子たちの夏休み」 - kaibutsu musuko tachino natsuyasumiIl mostro tromba d'aria 「竜巻怪物グルルーン」 - tatsumaki kaibutsu gururun                                                                 | 17 agosto 1982                               | 24 settembre 2019 |
| 89  | Il centro di addestramento mostri 「怪物トレーニングセンター」 - kaibutsu toreningusentaVota Dracula 「怪物議員になるざます」 - kaibutsu giin ninaruzamasu                                                                                | 24 agosto 1982                               | 1º ottobre 2019   |
| 90  | MonsterChef 「怪物料理をたべよう」 - kaibutsu ryōri wotabeyōIl ladro dai mille volti 「怪盗十八面相」 - kaitō jūhachi mensō | 31 agosto 1982                               | 8 ottobre 2019    |
| 91  | Il mostro di pietra 「石怪物・リトルモアイ」 - ishi kaibutsu・ritorumoaiFinalmente fidanzati? 「怪物くんが婚約した!?」 - kaibutsu kunga konyaku shita!?                                                                                   | 7 settembre 1982                             | 15 ottobre 2019   |
| 92  | L'uccello misterioso 「これが怪鳥モアのタマゴ!?」 - korega kaichō moa no tamago!?Il diabolico Candleman 「怪人キャンドルマン」 - kaijin kyandoruman                                                                                       | 14 settembre 1982                            | 22 ottobre 2019   |
| 93  | Un volto familiare - Prima parte 「怪物くんひとり旅（前編）」 - kaibutsu kunhitori tabi (zenpen)Un volto familiare - Seconda parte 「怪物くんひとり旅（後編）」 - kaibutsu kunhitori tabi (kōhen)                                         | 21 settembre 1982                            | 29 ottobre 2019   |
| 94  | Il giorno dell'addio - Prima parte 「さようなら怪物くん（前編）」 - sayōnara kaibutsu kun (zenpen)Il giorno dell'addio - Seconda parte 「さようなら怪物くん（後編）」 - sayōnara kaibutsu kun (kōhen)                                     | 28 settembre 1982                            | 5 novembre 2019   |